# محوطه مرادول
محوطه مرادول در شهرستان طوالش، بخش مرکزی، دهستان کوهستانی، روستای مرادول واقع شده و این اثر در تاریخ ۲۶ اسفند ۱۳۸۶ با شمارهٔ ثبت ۲۲۲۳۶ به‌عنوان یکی از آثار ملی ایران به ثبت رسیده است.